# Fabrizio Mori
Fabrizio Mori (Livorno, 28 giugno 1969) è un ex ostacolista italiano.
È stato primatista italiano dei 400 metri ostacoli con il tempo di 47"54 dal 2001 al 2024, superato solo dal napoletano Alessandro Sibilio in occasione dei campionati europei di atletica leggera 2024.
In tale specialità è stato campione mondiale a Siviglia 1999 e vicecampione mondiale a Edmonton 2001, nonché tre volte campione italiano assoluto.

## Biografia
Dopo aver conquistato un bronzo europeo nel 1998, nel 1999 si è laureato campione mondiale dei 400 metri ostacoli a Siviglia stabilendo il nuovo record italiano della specialità con il tempo di 47"72. Due anni più tardi, nella successiva rassegna mondiale di Edmonton, ha conquistato la medaglia d'argento alle spalle del dominicano Félix Sánchez migliorando ulteriormente il proprio primato italiano con il tempo di 47"54.
Ha partecipato a tre edizioni consecutive dei Giochi olimpici, dal 1992 al 2000, conquistando per due volte la finale olimpica dei 400 metri ostacoli. Battuto oggi il tempo con 47. 50

### Vita privata
Si è sposato con Cristiana nel 2000, dalla quale ha avuto un figlio nel 2003.
Ha ricoperto la carica di consigliere nel comune di Livorno, nel gruppo dei Democratici di Sinistra, e lavorato anche come commentatore tecnico a Rai Sport per i campionati mondiali di Osaka 2007 e Berlino 2009.

## Record nazionali

### Seniores
- 400 metri ostacoli: 47"54 ( Edmonton, 10 agosto 2001)

## Progressione

### 400 metri ostacoli
| Stagione | Risultato | Luogo          | Data      | Rank. Mond. |
| -------- | --------- | -------------- | --------- | ----------- |
| 2005     | 50"06     | Torino         | 3-6-2005  | 94º         |
| 2003     | 50"18     | Firenze        | 21-6-2003 | 98º         |
| 2002     | 48"23     | Roma           | 12-7-2002 | 8º          |
| 2001     | 47"54     | Edmonton       | 18-8-2001 | 2º          |
| 2000     | 48"40     | Sydney         | 25-9-2000 | 10º         |
| 1999     | 47"72     | Siviglia       | 27-8-1999 | 1º          |
| 1998     | 48"36     | Roma           | 14-7-1998 | 11º         |
| 1997     | 47"79     | Monaco         | 16-8-1997 | 3º          |
| 1996     | 48"33     | Bologna        | 26-5-1996 | 12º         |
| 1995     | 49"27     | Città del Capo | 6-5-1995  | 26º         |
| 1994     | 49"24     | Roma           | 8-6-1994  | 20º         |
| 1993     | 49"23     | Stoccarda      | 17-8-1993 |             |
| 1992     | 49"16     | Barcellona     | 3-8-1992  | 23º         |
| 1991     | 48"92     | Tokyo          | 25-8-1991 | 11º         |
| 1990     | 52"00     |                | 1-1-1990  |             |
| 1989     | 49"86     | Catania        | 21-6-1989 | 29º         |
| 1988     | 51"46     | Lloret de Mar  | 9-7-1988  |             |
| 1987     | 52"55     |                | 1-1-1987  |             |

## Palmarès
| Anno | Manifestazione          | Sede       | Evento   | Risultato  | Prestazione | Note                                                       |
| ---- | ----------------------- | ---------- | -------- | ---------- | ----------- | ---------------------------------------------------------- |
| 1988 | Mondiali juniores       | Sudbury    | 400 m hs | Semifinale | 54"54       |                                                            |
| 1991 | Giochi del Mediterraneo | Atene      | 400 m hs | Argento    | 49"85       |                                                            |
| 1991 | Mondiali                | Tokyo      | 400 m hs | Semifinale | 50"70       |                                                            |
| 1992 | Giochi olimpici         | Barcellona | 400 m hs | Batteria   | 49"16       |                                                            |
| 1993 | Mondiali                | Stoccarda  | 400 m hs | Semifinale | 49"23       |                                                            |
| 1995 | Mondiali                | Göteborg   | 400 m hs | Semifinale | dq          |                                                            |
| 1996 | Giochi olimpici         | Atlanta    | 400 m hs | 6º         | 48"41       |                                                            |
| 1996 | Giochi olimpici         | Atlanta    | 4×400 m  | Semifinale | 3'02"56     |                                                            |
| 1997 | Mondiali                | Atene      | 400 m hs | 4º         | 48"05       |                                                            |
| 1998 | Europei                 | Budapest   | 400 m hs | Bronzo     | 48"71       |                                                            |
| 1999 | Mondiali                | Siviglia   | 400 m hs | Oro        | 47"72       | Record nazionale · Miglior prestazione mondiale stagionale |
| 2000 | Giochi olimpici         | Sydney     | 400 m hs | 7º         | 48"78       |                                                            |
| 2001 | Mondiali                | Edmonton   | 400 m hs | Argento    | 47"54       | Record nazionale                                           |
| 2002 | Europei                 | Monaco     | 400 m hs | 4º         | 49"05       |                                                            |

## Campionati nazionali
- 3 volte campione nazionale assoluto dei 400 metri ostacoli (1989, 1991, 1996)

## Altre competizioni internazionali
1991
- Bronzo in Coppa Europa ( Francoforte sul Meno), 400 m hs - 49"76

1996
- Oro in Coppa Europa ( Madrid), 400 m hs - 49"45

1997
- Oro in Coppa Europa ( Monaco di Baviera), 400 m hs - 48"93

1998
- Argento in Coppa Europa ( San Pietroburgo), 400 m hs - 48"57

1999
- Oro in Coppa Europa ( Parigi), 400 m hs - 48"68

2000
- Bronzo in Coppa Europa ( Gateshead), 400 m hs - 49"98

2001
- Oro in Coppa Europa ( Brema), 400 m hs - 48"39

2002
- Oro in Coppa Europa ( Annecy), 400 m hs - 48"41
- 7º alla Grand Prix Final ( Parigi), 400 m hs - 49"05